# Тимирязевское муниципальное образование
Тимирязевское муниципальное образование — муниципальное образование со статусом сельского поселения в 
Тайшетском районе Иркутской области России. Административный центр — поселок Тимирязева.

## Демография
По результатам Всероссийской переписи населения 2010 года 
численность населения муниципального образования составила 480 человек, в том числе 237 мужчин и 243 женщины.

## Населённые пункты
В состав муниципального образования входят населённые пункты
- Тимирязева
- Авдюшино
- Гавань
- Сафроновка[2]